# Castle Grant

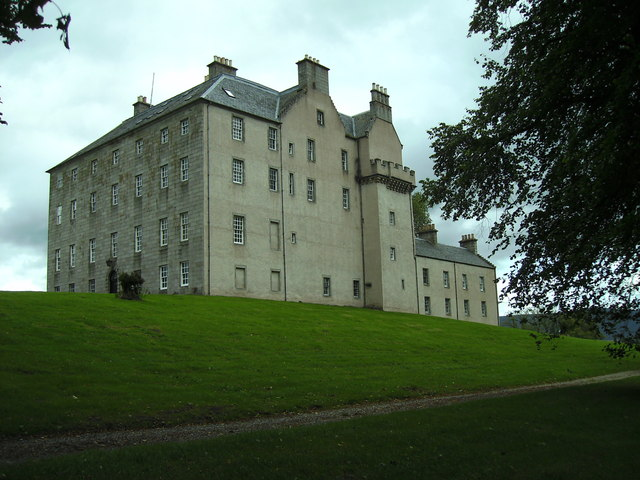
Castle Grant (Vorderseite)

Castle Grant (Rückseite)

Torhaus von Castle Grant

Castle Grant ist eine Burg etwa 1,6 km nördlich von Grantown-on-Spey in der schottischen Council Area Highland und war früher der Sitz des Clan Grant von Strathspey. Ursprünglich hieß es Freuchie Castle, wurde aber 1694 in Castle Grant umbenannt. James Grant of Freuchie unterstützte Jakob V.

## Geschichte

### 15. und 16. Jahrhundert
Die Burg ist ein Wohnturm aus dem 15. Jahrhundert mit Z-förmigem Grundriss. Das Gelände hatte dem Clan Comyn gehört, fiel aber im 15. Jahrhundert an die Grants und wurde zu ihrem Hauptsitz.

### 17. und 18. Jahrhundert
Auch wenn die Grants Protestanten waren, schlossen sie sich im schottischen Bürgerkrieg in den 1640er-Jahren James Graham, 1. Marquess of Montrose, an. Der Name der Burg wurde 1694 in Castle Grant geändert, als die zugehörigen Ländereien zur Regality der Grants wurden.
Ludovick Grant, der 8. Laird, unterstützte die Hanoveraner gegen die Stewarts und kämpfte in den beiden jakobitischen Aufständen 1715 und 1745 gegen die Jakobiten. Aber Castle Grant wurden von den Jakobiten besetzt.
1787 besuchte Robert Burns Castle Grant.

### Moderne Geschichte
Später verfiel die Burg, wurde aber in den 1990er-Jahren restauriert. Das Anwesen kaufte 2006 der Geschäftsmann Craig Whyte für 720.000 £. Nachdem Whyte, der den Fußballclub Glasgow Rangers 2012 in die Sequestration und Liquidation führte, sich weigerte, seine Hypothekenzahlungen zu leisten, übernahm die Bank of Scotland die Burg. Im September 2014 wurde sie an einen ausländischen Käufer veräußert.
Seit 1971 ist Castle Grant als Denkmal der höchsten Kategorie A klassifiziert. 2003 wurden die Außenanlagen in das Inventory of Gardens and Designed Landscapes in Scotland aufgenommen.

## Geist
Castle Grant wird angeblich vom Geist der Lady Barbara Grant, der Tochter eines Lairds aus dem 16. Jahrhundert, heimgesucht. Aber ihre kleine Erscheinung soll eher traurig als erschreckend sein. Sie soll an gebrochenem Herzen gestorben sein, nachdem sie in ein dunkles Verlies gesteckt worden war, weil sie sich in den falschen Mann verliebt hatte.